# Niklas Luhmann
Niklas Luhmann, född 8 december 1927 i Lüneburg, död 6 november 1998 i Oerlinghausen vid Bielefeld, var en tysk sociolog, från cirka 1967 med betydande inflytande på den tyska och internationella sociologin. Som en av grundarna av den sociologiska systemteorin gjorde han sig ett namn även inom rättsvetenskap och filosofi.
Luhmanns teorier om sociala system grundar sig i teorier som går att känna igen från Talcott Parsons (som han studerade under), Max Weber, Jürgen Habermas med flera.[källa behövs] Luhmanns syfte var att skapa en generell systemteori som skulle gå att applicera på alla delar av samhället och förklara de processer som samhället utgörs av. Hans arbete kom att få mycket kritik (av bland andra Habermas) då det ansågs att hans teorier "avhumaniserade" samhället och att det inte fanns plats för individen i dem.
Niklas Luhmanns teorier bottnar i kommunikation som är den stora drivkraften och det som styr samhället. För att förklara hur denna kommunikation behandlas och regleras inom ett system lånade Luhmann in ett begrepp kallat autopoiesis, myntat av de chilenska biologerna Humberto Maturana och Francisco Varela. Autopoiesis betyder att ett system är självreglerande och därmed skapar sina egna förutsättningar för liv (baserat på sin omvärld).
Luhmanns många gånger abstrakta teorier har inte fått samma genomslag i den svenska sociologin som i till exempel Tyskland och Danmark men han anses alltjämt som en av de största sociologerna i modern tid.[källa behövs]